# 泰国皇家军队
泰国皇家军队（RTGS：Kongthap Thai）是泰王國的軍隊。泰王國皇家军队效忠于泰国国王和人民，但素有干政传统，自1932年開始頒布第一部泰王國憲法實施君主立憲後，至2013年軍方發動超過十八次的軍事政變，並在1992年前藉著軍政府長期掌權。近年的主要政變有1991年、2006年和2014年等军事政变。

## 职能
泰国皇家军队的主要职能是保护泰王国的主权和领土完整，以及对抗来自国内外对泰国君主政体的威胁。虽然效忠于泰国国王，但泰国皇家军队也有协助政府以保障社会公共安全、参与社会发展、抢险救灾以及禁毒的责任。近年来，泰国皇家军队也通过联合国维和部队参与了一些国际维和工作。

## 历史
泰國皇家軍隊與20世紀以來的泰國政治有密不可分的關係。
從1932年至1973年，除了戰後平民政治家比里·帕侬荣短暫的掌權外，其餘時間都由軍事獨裁者鑾披汶·頌堪、沙立·他那叻和他侬·吉滴卡宗掌權。其中一个首相鑾披汶·頌堪在他執政下泰國加入軸心國和參與二战，泰國皇軍投入了第二次泰法战争、和日本作戰的緬甸戰役、馬來亞戰役，並參與了惡名昭彰的死亡铁路的建設。軍人統治在1973年10月14日的民主示威下結束，這場屠殺導致超過1,500名學生死亡，他侬被迫辭職。
1973年革命後，泰國經歷一段短暫而不穩定的民主期，1976年的血腥軍事政變後，泰國又重回軍事獨裁的統治。
1980年代，傾向展開民主改革的軍人首相炳·廷素拉暖與國王合作，恢復國會政治，逐步結束之前暴力強權的軍法統治。之後泰國除了1991年及2006年的兩次軍事政變外，大致上維持民主政治。但在2014年5月22日，泰國陸軍司令巴育晚上六時在國家電視臺發表講話，聲稱為了避免更多人員傷亡和局勢進一步升級，再次決定發動政變。但這次與2006年迅速還政於民的不同，這次軍政府有意長期掌權，拒絕交出權力，並打壓新聞自由及言論自由。泰國又倒退回70年代，再次重回軍事獨裁的統治，不過多年後，在法庭上反對派釋憲獲勝，加上帕拉育選舉結果失去民心，因此軍方在政治舞台上聲量有所縮小。

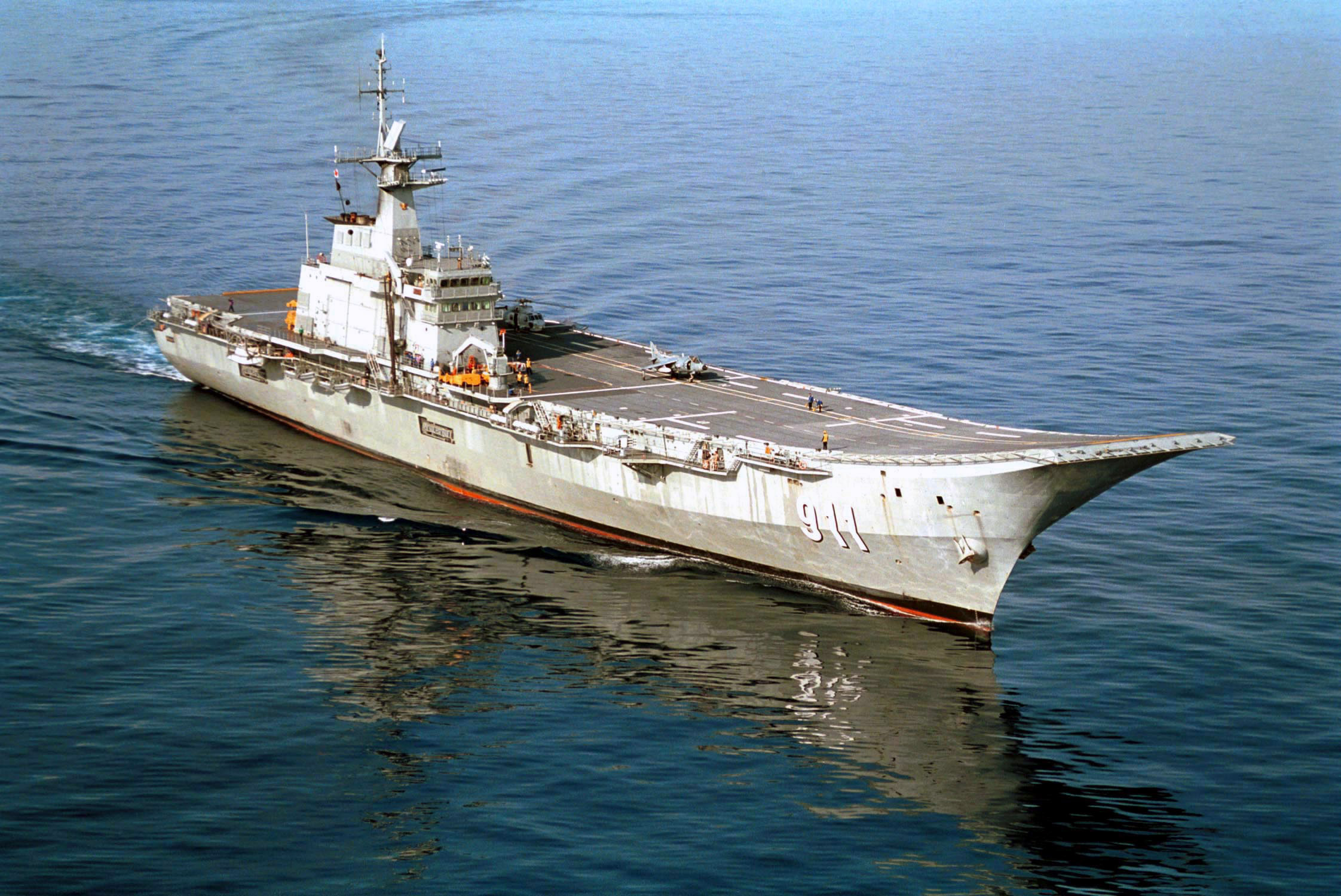
查克里·納呂貝特號航空母艦
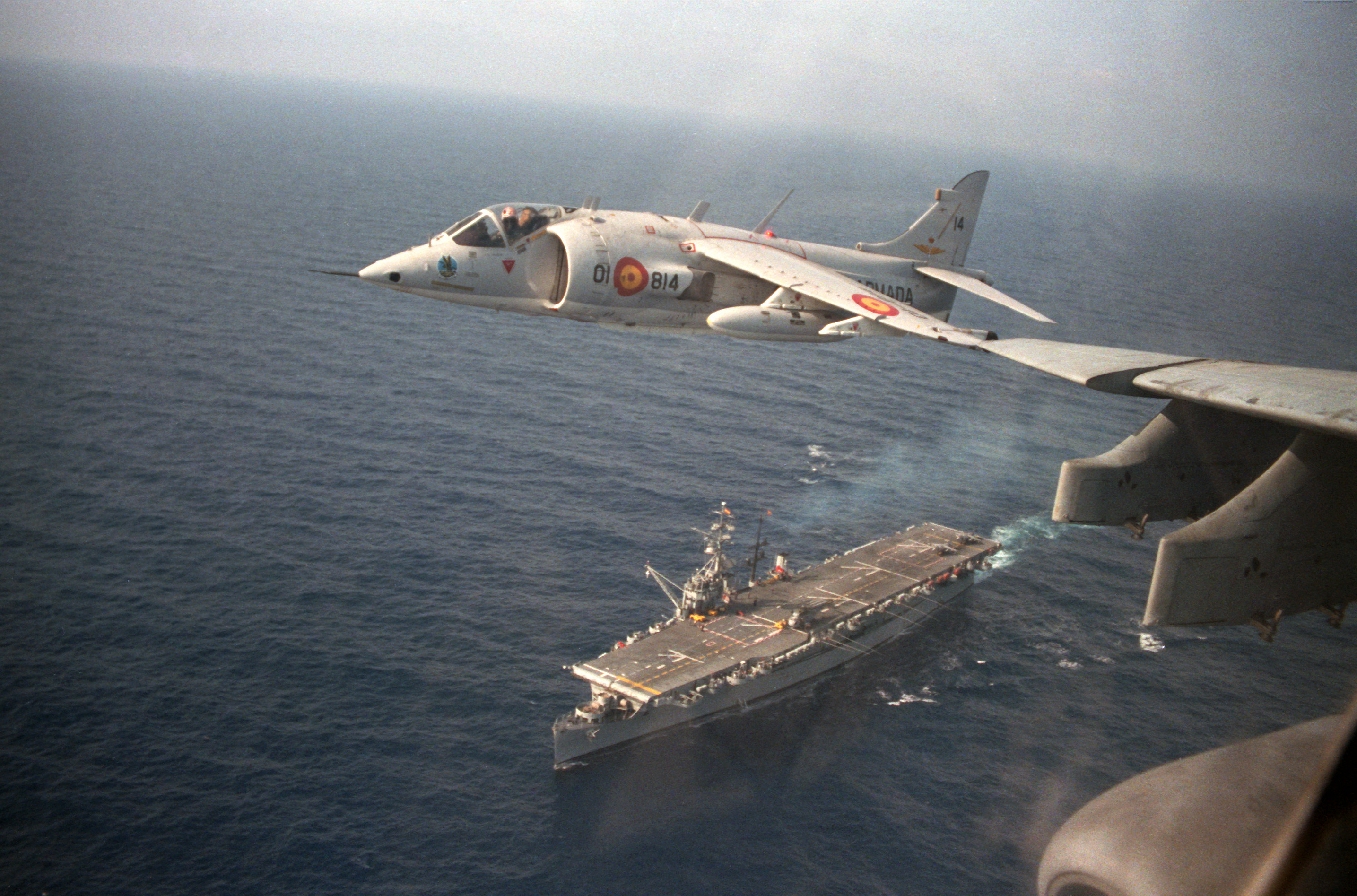
泰國皇家海軍輕航母搭載與西班牙皇家海軍相同的AV-8S垂直起降攻擊機
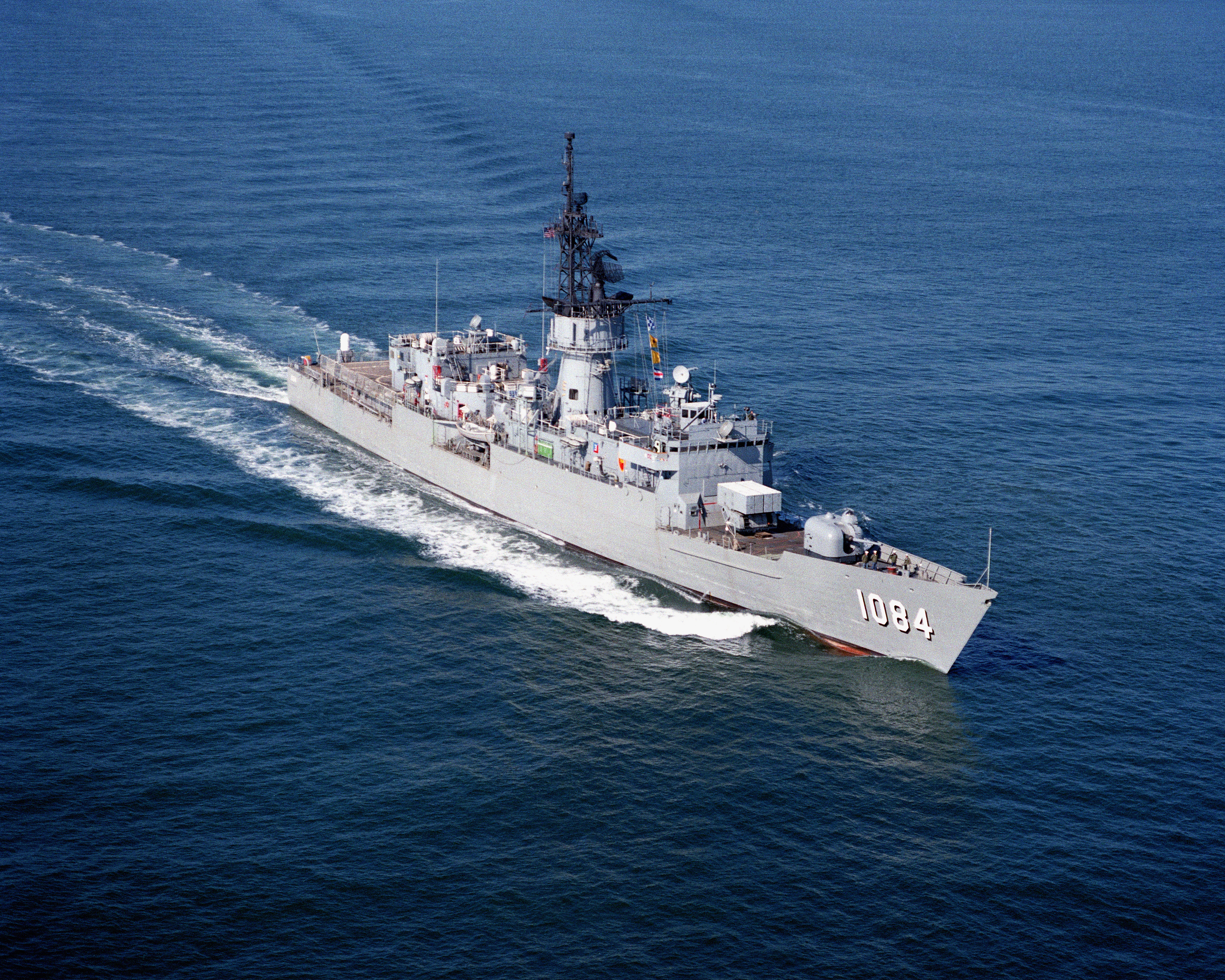
泰國皇家海軍諾克斯級巡防艦
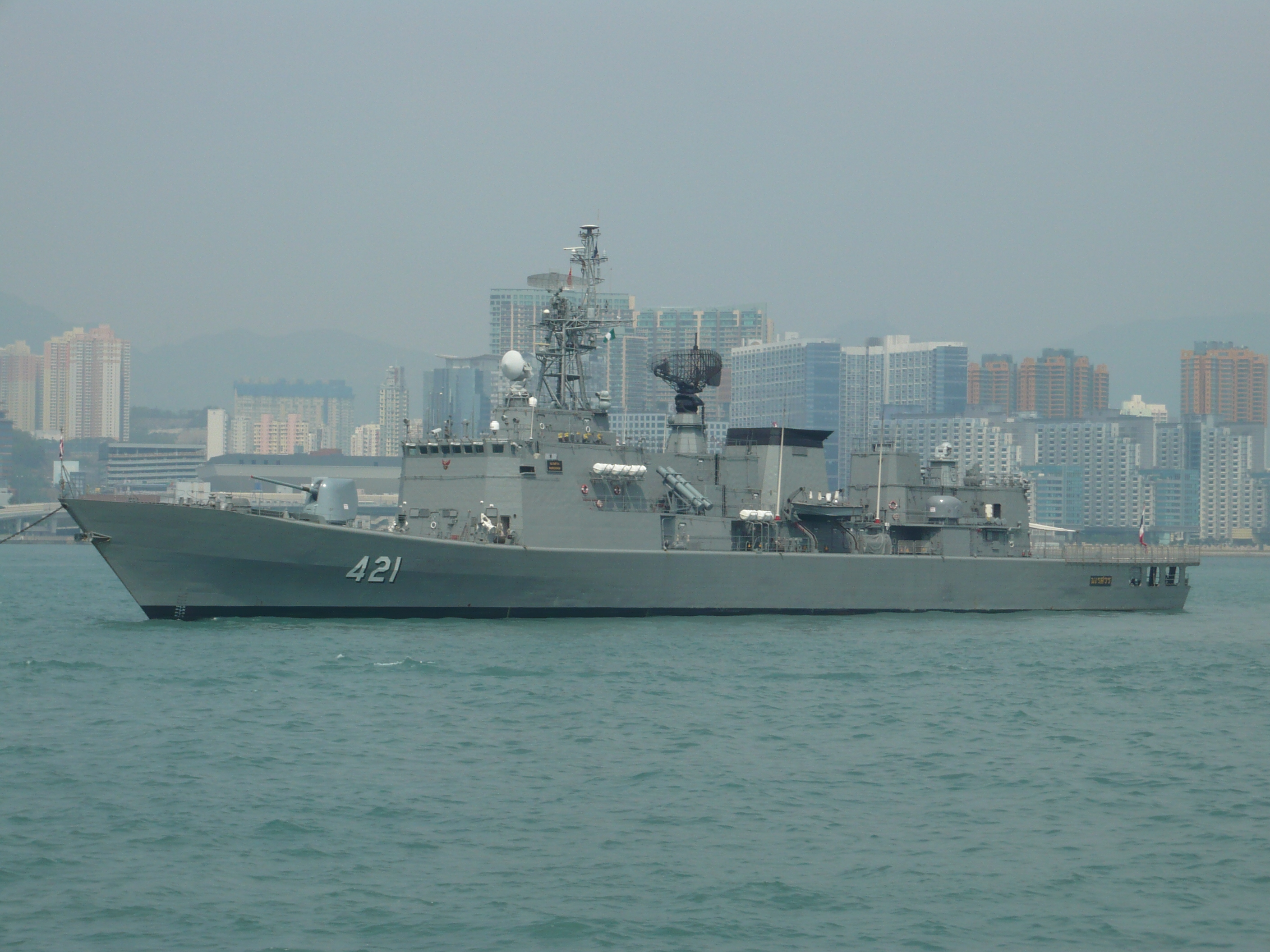
泰國皇家海軍自中國購入的納萊頌恩級巡防艦
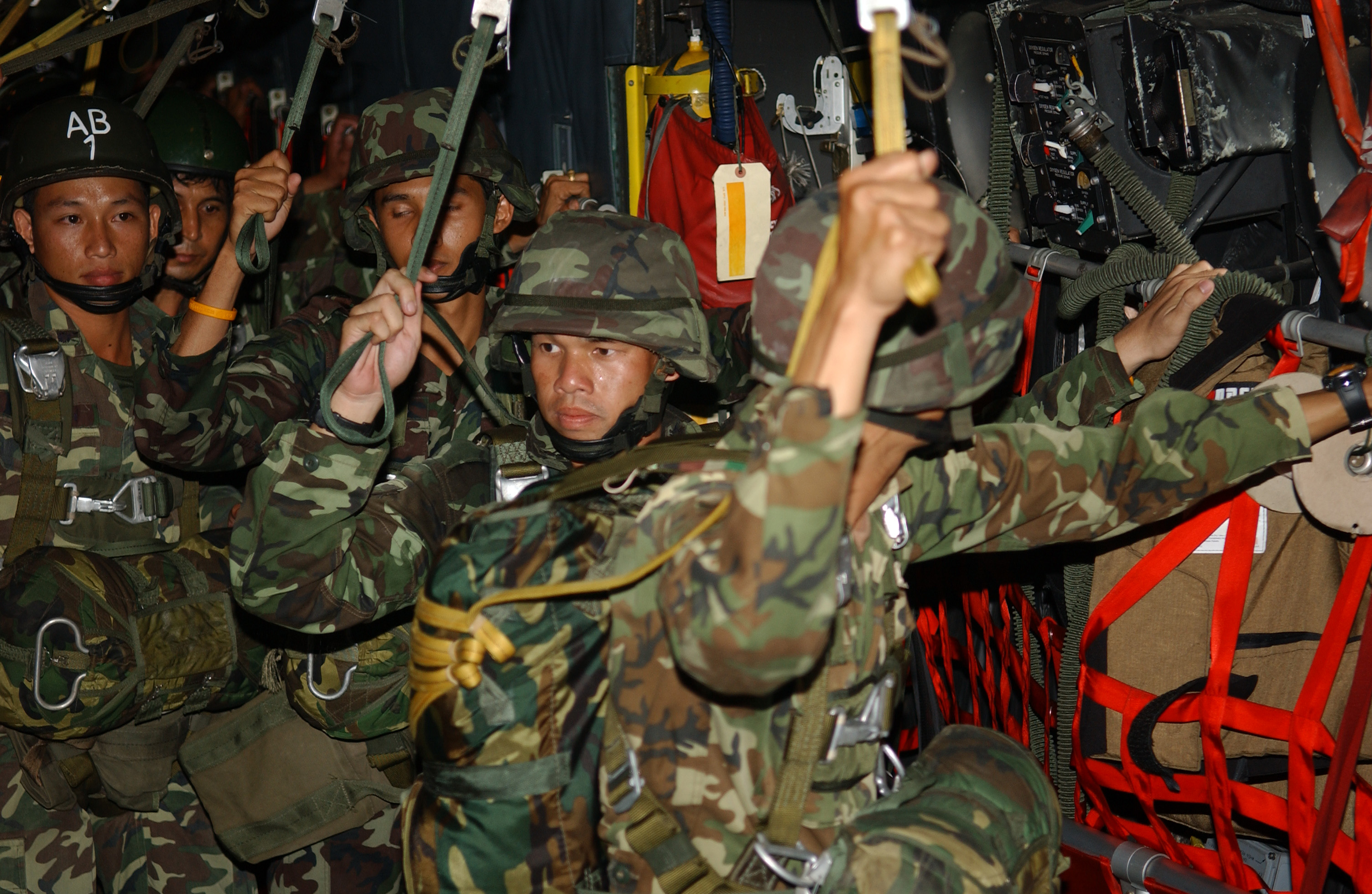
泰國傘兵
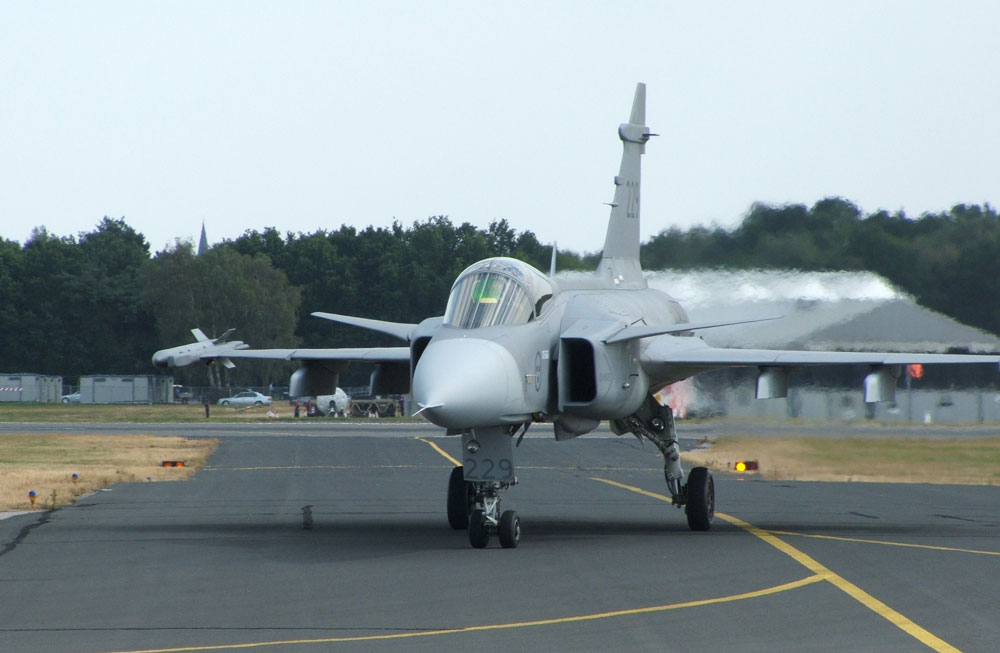
泰國皇家空軍於2008年開始分兩階段購入JAS 39獅鷲戰鬥機
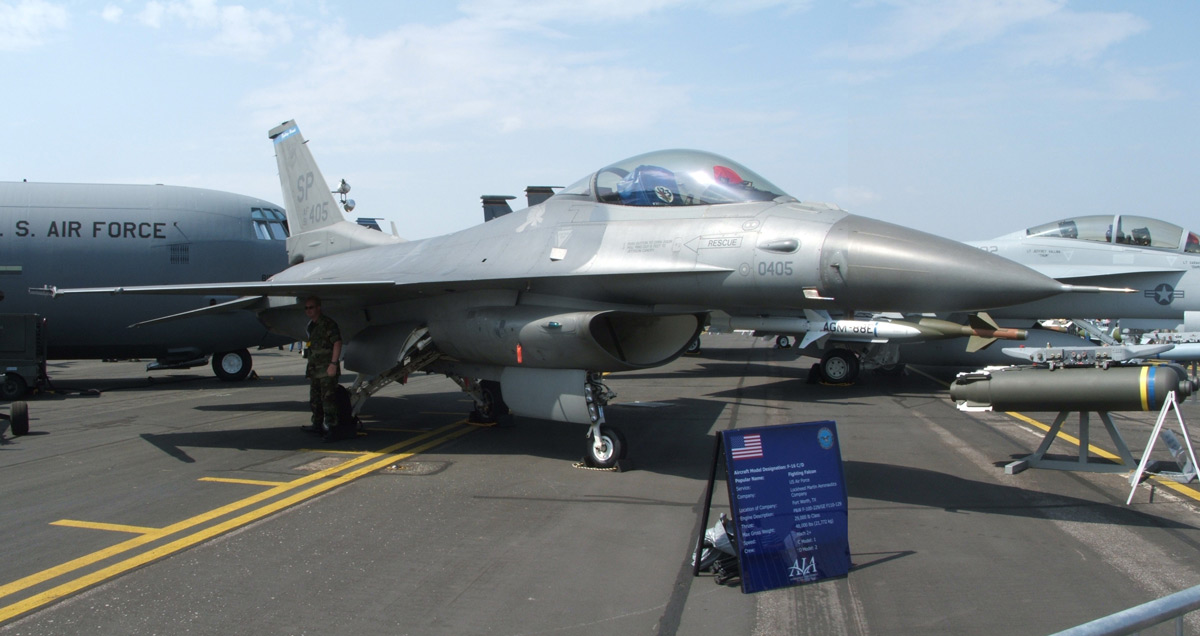
泰國皇家空軍擁有F-16A/B戰鬥機
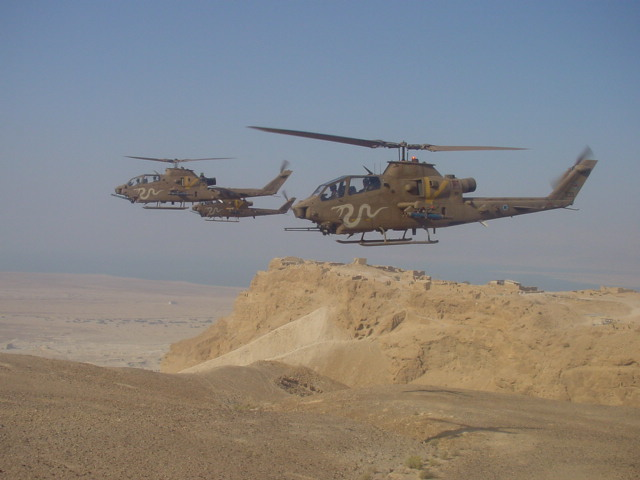
泰國皇家陸軍配至少量AH-1Fs眼鏡蛇攻擊直升機
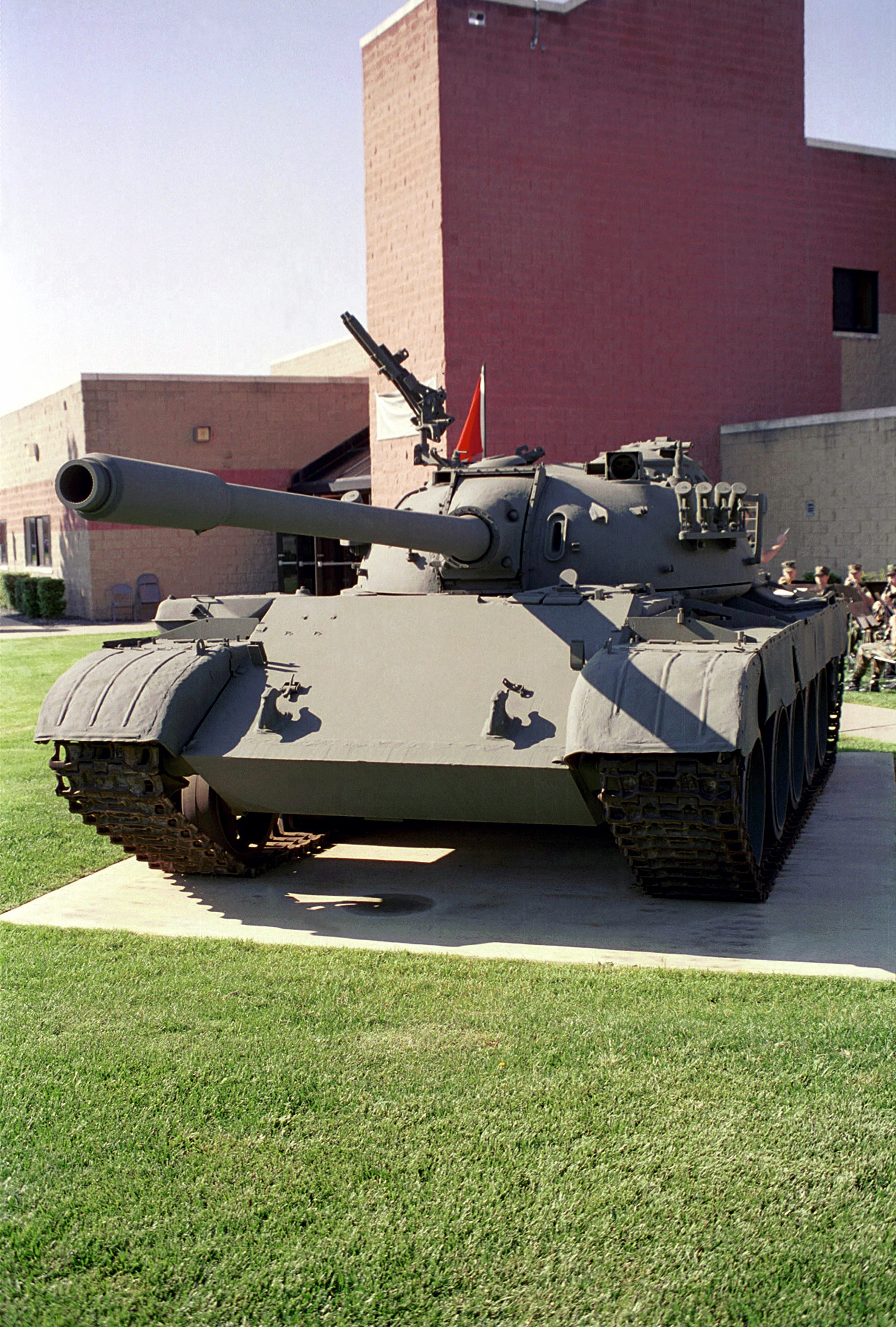
中國69 -Ⅱ型是泰國皇家陸軍主力戰車之一
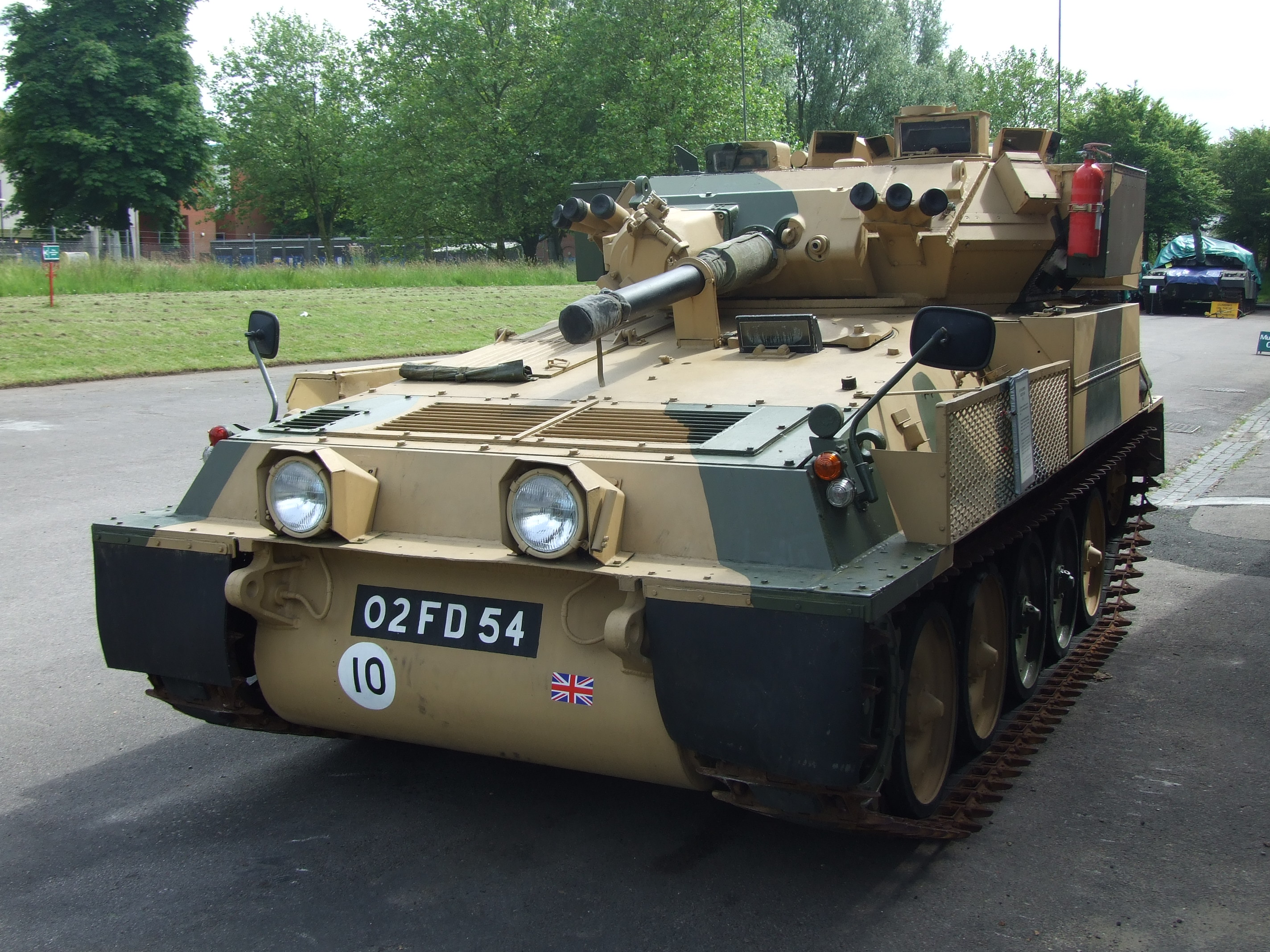
英製蠍式輕戰車

### 引用
1. ↑  . Global Firepower. Global Firepower.   [2018-07-05]. （原始内容存档于2018-07-05）.
2. ↑  Grevatt, Jon. . Jane's. 2018-06-08  [2018-07-05]. （原始内容存档于2018-07-05）.
3. ↑  . BBC中文网. 2014年5月24日.
4. ↑  泰国反政府示威续：军方选择中立 效忠国王和人民 （页面存档备份，存于）. 《新快报》2013年12月1日
5. ↑  Vision. schq.mi.th
6. ↑  . Yahoo News. 2023-07-11  [2025-04-05]. （原始内容存档于2023-07-14） （中文（臺灣））.

## 外部連結
- 泰國皇家陸軍
- 泰國皇家海軍 （页面存档备份，存于）
- 泰國皇家空軍 （页面存档备份，存于）